# Dékány Imre
Dékány Imre (Szeged, 1946. december 9. –) Széchenyi-díjas magyar kémikus, egyetemi tanár, a Magyar Tudományos Akadémia tagja (2007)
Kutatási területe: Adszorpció, nedvesedés, határfelületek termodinamikája. Diszperz rendszerek stabilitása nem elektrolit közegben. Nanofázisú (szubkolloid) részecskék szintézise és jellemzése fényszóródási és röntgenszóródási módszerekkel.

## Életpályája
Tanulmányait szülővárosában végezte, a Radnóti Miklós Gimnáziumban érettségizett 1965-ben, felsőfokú tanulmányokat a JATE Természettudományi Karának vegyész szakán folytatott, ahol kiváló tanárai voltak: Szabó Zoltán, Szántó Ferenc, Beck Mihály, Csányi László, Márta Ferenc. 1970-ben nyert egyetemi vegyész oklevelet. Végzés után bekerült a Kolloidkémiai Tanszékre gyakornoknak. 1972-ben tett egyetemi doktori vizsgát, 1980-ban érte el a kandidátusi fokozatot, 1989-ben megvédte akadémiai nagydoktori disszertációját (DSc fokozat).
Tudományos előmenetelének megfelelően 1980-ban docensi, 1990-ben egyetemi tanári kinevezést nyert. Közben kiépítette nemzetközi kapcsolatait, DAAD-ösztöndíjjal Münchenben volt tanulmányúton (1977-78), Humboldt-ösztöndíjjal újra Münchenben volt (1986-87-ben, 1991-ben 3 hónapot); egy évig (1991) Németországban vendégprofesszor (Forschungszentrum Jülich, GmbH, Ins. für Angewandte Phys. Chem.), 1994-ben New York-ban járt vendégkutatóként (Department of Chemistry); 1998-ban Japánban volt tanulmányúton a Canon Alapítvány ösztöndíjával, 1999-ben ismét Münchenben járt. Az egyetemen 1989-től a Kolloidkémiai Tanszék vezetésével bízták meg, közben dékánhelyettesi (1987-90) megbízást, s rektorhelyettesi (1992-94) teendőket is ellátott, 2003-tól az egyetem tudományos és nemzetközi kapcsolatokért felelős rektorhelyettesi pozíciót vállalta el. 2000-től a SZTE Kémiai Doktori Iskola vezetője, iskolateremtő kémikus.
Számos hazai és nemzetközi tudományos tisztséget vállalt és vállal szakmai testületekben, köztük: MTA Kolloidkémiai Munkabizottsági tag (1980-), elnök (1989-); Makromolekulás Kémiai Bizottság (1985-); Szilikátkémiai Munkabizottság (1990¬94); Bányászati Kémiai Munkabizottság (1990-94); Fizikai-Kémiai Bizottság (1990-); Környezeti Kémiai Munkabizottság (1994-); OTKA Élettelen Term. tud. Kémia 1. zsűri tag (1990-95); MTA Kémia Tud. Oszt tanácskozó tag (1994-); European Chem. at Interfaces Conf. Standing Comm. (1988-); IUPAC Comm. 1.6 on Colloid and Surface Chem. including Cat. (1991-); IUPAC 1.6 Sub¬Comm. on Environmental Prot.: Colloid, Surface and Cat. Asp. albiz, (1993-).
Hazai és nemzetközi szakmai társaságokban is működik, köztük Magyar Kémikusok Egyesülete (1975-); Deutsche Kolloidgesellschaft-ban elnökségi tag (1986-); Americal Chemical Soc. (1989-); Internat. Association Colloid and Interface Sci. tag (1990-), majd elnökségi választmányi tag (1994-1996).
Az MTA 2001-ben levelező, 2007-ben rendes tagjai sorába választotta. 2007. december 11-én tartotta meg akadémiai székfoglaló előadását A kolloidkémiából a nanotechnológiába témakörben. Tudományos közleményeit angol nyelven publikálja. (Majdnem 300 idegen nyelvű és több mint 50 magyar nyelvű közleménye van.)

## Tanulmányai (válogatás)
- Adsorption of liquid mixtures on bentonite and organophilic bentonite. Társszerzőkkel. J. of Colloid and Interface Sei. 1975.
- Effect of surface modification on solid-Iiquid interfacial adsorption of mixtures. Társszerzőkkel. Uo. 1978.
- Selective adsorption ofliquid mixtures on organophilic clay minerais. Társszerzőkkel. Prog.Colloid and Polymer Sci. 1978.
- Selective liquid adsorption and structural properties of montmorillonite and its hexadecylpyridinium derivatives. Társszerzőkkel. Colloid and Pol ymer Sei. 1978.
- Sorption and immersional wetting properties of palygorskite and its hexadecylpyridinium derivatives. Társszerzőkkel. J. Colloid and Interface Sei. 1983.
- Interlamellar liquid sorption on hydrophobie silicates. Társszerzőkkel. Ber. Bunsenges. Phys. Chem. 1985.
- Liquid sorption and immersional wetting on dealuminated Y-type zeolites. Társszerzőkkel. J. Colloid and Interface Sei. 1986.
- The Iinquid-crystal structure of adsorbed layers and the stability of dispersed systems in organic liquids. Társszerzőkkel. Colloids Surf. 1989.
- Immersional wetting and adsorption displacement on hydrophilic/hydrophobic surfaces. Társszerzőkkel. J. Colloid Interface Sei. 1991.
- Thermodynamic properties of the S/L interfacial layer: stabilization of the colloidal system in binary liquids. Pure and Appl. Chem. 1993.
- A hazai kolloidkémiai kutatások történeti áttekintése : 1966-2001. In Hazai kolloidkémiai kutatások 35 éve : MTA Kolloid- és Anyagtudományi Munkabizottság 35 éves jubileumi ülése : Budapest, 2001. november 6. / [szerk. Patzkó Ágnes]. - [Bp.] : MTA Kolloid- és Anyagtudományi Munkabizottság, 2002. 16-23. p.
- Nanoszerkezetű anyagok és a kolloid állapot. Magyar Tudomány. 48. 2003:9. 1144-1145. p.
- Teller Ede eredményei a határfelületi fizikai-kémiában. Magyar kémikusok lapja. 61. 2006:9/10. 292-293. p.
- Arzénmentesítés adszorpciós technikával : Removal of Arsenic by Adsorption. Társszerzőkkel. Műszaki szemle, 39/40.2007, 8-12. p.
- Teller Ede eredményei a határfelületi fizikai-kémiában. Magyar kémikusok lapja. 61. 2006:9/10. 292-293. p.
- A kolloidkémiából a nanotechnológiába. Székfoglaló előadás. 2007.
- The kinetics of homogeneous nucleation of silver nanoparticles stabilized by polymers. Társszerzőkkel. Journal of nanoparticle research. 9. 2007:3. 353-364. p.
- Eljárás veszélyes hulladékok és szennyezett talajok ártalmatlanítására : [bejelentés:] 2002.08.06 : HU 226295 B1 sz. szabadalom : [megjelenés:] 2008. 08. 28. / Dékány Imre, Patzkó Ágnes, Gálfi Márta, Bulik László. Bp. : Magyar Szabadalmi Hivatal, 2008. 4 p. (Szabadalom).
- Preparation of hexagonally aligned inorganic nanoparticles from diblock copolymer micellar systems. Társszerzőkkel.Colloids and surfaces A: Physicochemical and engineering aspect, 331. 2008:3. 213-219. p.
- Investigation of the structure and swelling of poly(N-isopropyl-acrylamide-acrylamide) and poly(N-isopropyl-acrylamide-acrylic acid) based copolymer and composite hydrogels. Társszerzőkkel. Colloid and polymer science. 286. 2008:14/15. 1575-1585. p.
- Photocatalytic oxidation of organic pollutants on titaniaclay composites. Társszerzőkkel. Chemosphere. 70. 2008:3. 538-542. p.

### Szerkesztések
- Magyar Kémiai Folyóirat szerk. biz. tag (1989-2002)
- Colloids and Surface szerk. biz. tag (1989-95, 1998-)
- Colloid and Polymer Sei. szerk. biz. tag (1994-)
- Adsorption Science and Technology szerk. biz. tag (1996-2000)
- Advances in Colloid and Interface Sci. szerk. biz. tag (1998-)
- Applied Clay Science szerk. biz. tag (1998-)
- Journal of Colloid and Interface Sci szerk. biz. tag (1999-2002)
- Colloid and Polymer Sci. regionális editor (2004-)

## Díjai, elismerései
- Buzágh Aladár-díj (1979)[1]
- Oktatásügy kiváló dolgozója (1985)
- Magyar Kémikusok Egyesületének első díja publikációért (1991)
- Széchenyi ösztöndíj (1997-2000)
- Canon Alapítvány díja (1999, Japán)
- Eduard Raphael Liesegang-díj (2000, Németország)
- Ipolyi Arnold tudományfejlesztési díj (2003, OTKA)
- Szilárd Leó professzori ösztöndíj (2006)
- Szent-Györgyi Albert-díj (2007)
- Gábor Dénes-díj (2009)
- Széchenyi-díj (2014)
- A Magyar Érdemrend középkeresztje (2019)
- Eötvös József-díj (2020)
- Jedlik Ányos-díj (2021)